# Harem (manga)
Harem (ハーレムもの, hāremumono, "obra (sobre) harem") és un gènere de novel·les lleugeres, manga, anime i videojocs centrats en un personatge principal envoltat de múltiples possibles parelles romàntiques o sexuals. Originari del Japó a la dècada de 1970, la seva popularitat va augmentar durant finals de la dècada de 1980 i la de 1990 amb l'arribada del videojoc simulador de cites. El gènere sovint presenta un protagonista envoltat de tres o més pretendents, interessos amorosos i/o parelles sexuals. Les obres d'harem són sovint comèdies que es basen en protagonistes autoinserits que permeten la projecció a l'espectador, sovint acompanyats d'un repartiment de personatges secundaris. Una història amb un protagonista heterosexual masculí o femení homosexual emparellat amb un harem totalment femení/yuri es coneix informalment com a harem femení o seraglios, mentre que un protagonista heterosexual femení o masculí gai emparellat amb una sèrie d'harem totalment masculí es coneix informalment com a harem masculí, harem invers o gyaku hāremu (逆ハーレム). Tot i que es va originar al Japó, el gènere va inspirar posteriorment variants en els mitjans de comunicació occidentals.

## Estructura
El tret més distingible de les obres d'harem és la presència d'un únic protagonista envoltat de múltiples personatges diferents que són tractats com a opcions per a una relació sexual o romàntica. En alguns casos, la trama pot seguir un arc addicional perquè el protagonista i aquests personatges l'iniciïn junts; tanmateix, moltes obres d'harem, especialment els simuladors de cites, se centren en les relacions en si mateixes (i la tensió i la competència entre diferents parelles potencials) com a motor clau de la trama.

### Trops
Tot i que les obres d'harem són un gènere lax i varien molt, són habituals certs tòpics que es presten a l'autoinserció del lector.
El protagonista, generalment un arquetip d'home corrent, sovint té molt poca caracterització més enllà de l'amistat general i la reacció passiva al seu entorn. Això es fa específicament per permetre que els lectors s'insereixin en el lloc del personatge o desenvolupin simpatia pel personatge.
Moltes persones interessades en un harem s'enamoren fàcilment de l'autoinserció; s'enamoren del personatge principal per simple amabilitat o coincidència, sovint descrita com a causa de la seva baixa autoestima.

#### Final
Les obres d'harem sovint posposen el compromís amb qualsevol interès amorós específic durant el màxim temps possible, de vegades indefinidament; normalment executades per protagonistes inconscients o fàcilment nerviosos. En deixar clars els desitjos i les eleccions del protagonista, els espectadors amb preferències diferents poden continuar la seva autoinserció sense entrar en conflicte amb el cànon del material original. La majoria d'obres d'harem acaben amb el personatge principal emparellant-se amb un o més dels seus pretendents, i alguns jocs i novel·les visuals presenten finals ramificats que depenen de l'elecció del jugador. Un "final d'harem" es produeix en obres on el protagonista acaba en una relació poliamorosa amb tots els pretendents.

### "Invers"
Mentre que la majoria d'obres d'harem se centren en un protagonista masculí amb dones o pretendents gais, les obres d'harem "invers" se centren en protagonistes femenines festejades per homes o dones queer.

### Relacions entre persones del mateix sexe
Tot i que la majoria d'obres d'harem tendeixen a ser binàries i heteronormatives, les obres del gènere poden contenir personatges de diverses identitats de gènere i sexualitats, incloent-hi moltes obres d'harem yaoi i yuri. Un exemple d'anime d'harem del mateix sexe seria Kyo Kara Maoh!, que presenta un protagonista masculí amb personatges masculins que formen el seu harem. Especialment en les novel·les visuals de simuladors de cites, s'ha tornat cada cop més comú que els harems presentin personatges de múltiples gèneres, i el jugador tria si vol buscar una relació de sexe oposat o del mateix sexe.

## Crítica
Moltes obres d'harem han estat criticades per representacions poc realistes i sovint misògines de les dones i les relacions. Les membres femenines de l'harem sovint manquen d'agència i personalitats pròpies, més enllà del desig de la protagonista autoinserida i trets visuals i de personalitat unidimensionals que les diferenciïn d'altres interessos amorosos. Els crítics també han argumentat que els tòpics del gènere de l'harem al voltant d'un protagonista passiu que tria i tria sense esforç entre múltiples pretendents ansiosos promouen el mite que els homes tenen dret a l'afecte femení i poden fer que els lectors masculins impressionables reaccionin negativament al fet de ser rebutjats per les dones a la vida real.